# Nene Hatun

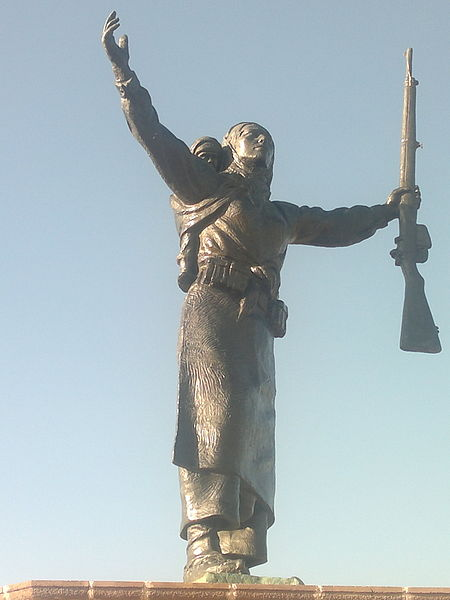
Nene-Hatun-Skulptur (Erzurum Tabyalar)

Nene Hatun (geb. 1857; gest. 22. Mai 1955) war eine türkische Volksheldin, die durch ihren Kampf gegen russische Truppen während der Rückeroberung von Fort Aziziye in der Provinz Erzurum bekannt wurde. Ihr Kampf fällt in die Anfangszeit des Russisch-Osmanischen Krieges (1877–1878).
Nene Hatun wurde 1955 als erste Frau von der Türkischen Frauenunion (Kadınlar Halk Fırkası) zur „Mutter des Jahres“ (Yılın Annesi) gewählt. Sie erhielt auch den von den türkischen Streitkräften verliehenen Titel „Großmutter der 3. Armee“ (3. Ordnung Nenesi).

## Leben
Nene Hatun wurde 1857 im Dorf Çeperli in Erzurum geboren. Ihre Eltern waren Hüseyin und Zeliha.

### Türkische Geschichtsschreibung
Türkische Folklore berichtet, dass sie in dem Ort Aziziye lebte, in der Nähe einer wichtigen Festung. In der Nacht des 7. November 1877 starb Nene Hatuns Bruder Hasan, der schwer verwundet worden war. Fort Aziziye wurde von den russischen Truppen am Abend des 9. November eingenommen. Als morgens die Nachricht die Runde machte, dass die Russen das Fort Aziziye eingenommen hätten, küsste sie ihrem toten Bruder den Kopf und schwor, seinen Tod zu rächen. Sie ließ ihr drei Monate altes Mädchen und den heranwachsenden Sohn zu Hause zurück und schloss sich dem Gegenangriff gegen Aziziye an, bewaffnet mit dem Gewehr ihres Bruders und ihrem Beil. Im Gegenangriff kämpften vor allem türkische Zivilisten, hauptsächlich Frauen und ältere Männer, die mit Äxten und landwirtschaftlichem Gerät bewaffnet waren. Hunderte türkischer Kämpfer wurden von den russischen Schüssen getötet, aber ihre Zahl war so groß, dass sie die Festung erstürmen und die schweren Tore aufbrechen konnten. Im Handgemenge wurden ca. 2.000 russische Soldaten getötet und die übrigen vertrieben. Als Nene Hatun gefunden wurde, war sie bewusstlos, verwundet und ihre blutüberströmten Hände hielten noch immer ihr Beil fest. Sie wurde für ihr Heldentum geehrt und wurde zum Symbol für Tapferkeit.

### Spätere Jahre

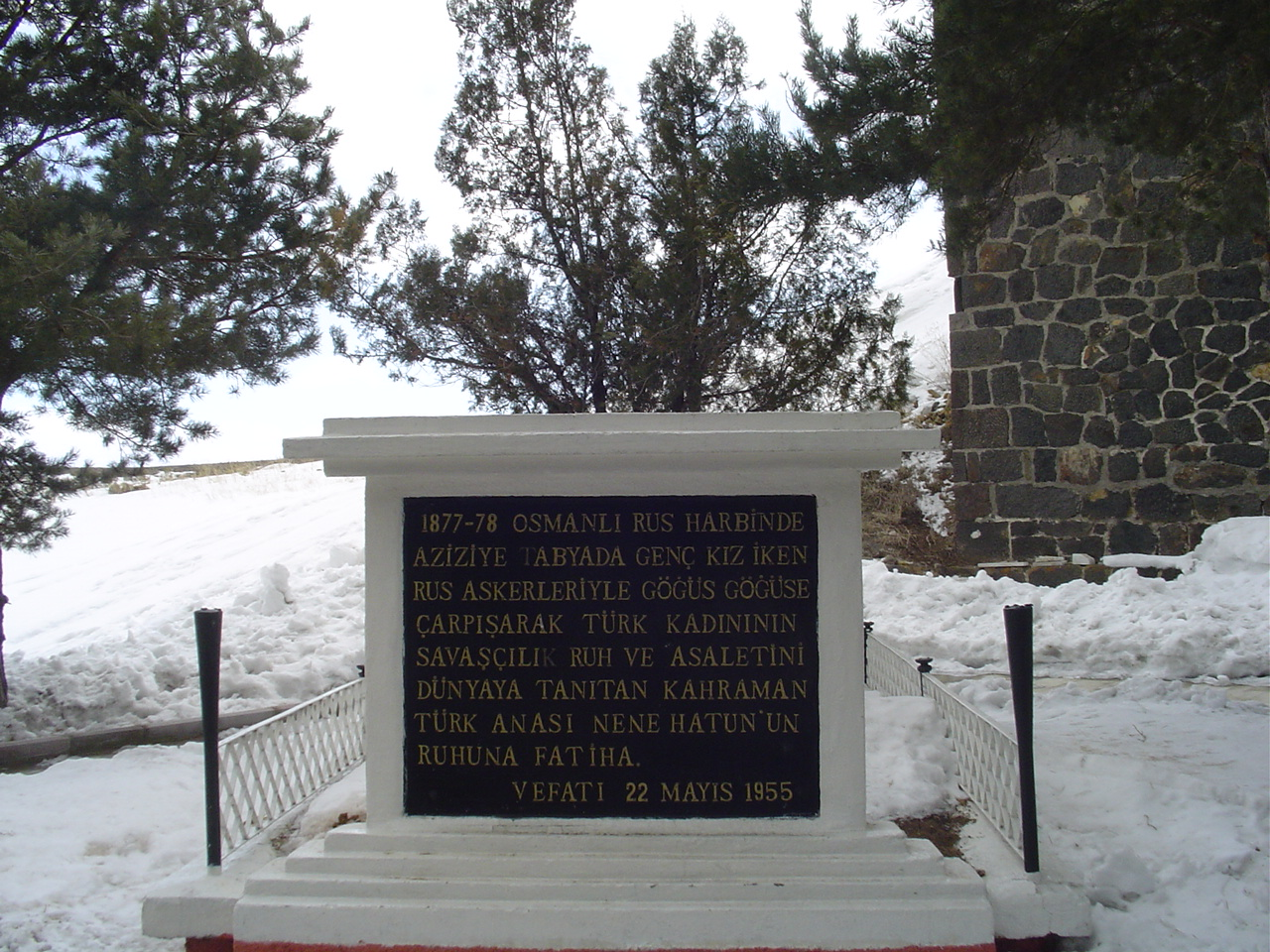
Grab von Nene Hatun am Aziziye Fort in Erzurum.

Nene Hatun blieb ihr ganzes Leben in Aziziye. 1934 nahm die Familie aufgrund des Nachnamengesetzes den Nachnamen Kırkgöz an.
Nene Hatun hatte sechs Kinder, vier Jungen (Yusuf, Nazım, Abdurrahman und Musa) und zwei Mädchen (Asime und Nevriye). Zwei ihrer Söhne fielen im Ersten Weltkrieg (Schlacht von Gallipoli).
Überregional bekannt wurde Hatun erst 1937 durch ein Interview des Journalisten İsmail Habib Sevük von der Zeitung Cumhuriyet, welcher eine Reihe von Interviews mit Nene Hatun und weiteren 93 Kriegsveteranen veröffentlichte.
Später schrieb Nene Hatun, als sie in finanzielle Schwierigkeiten geriet, zusammen mit Nâme Hanım, einer weiteren Nationalheldin, eine Petition an den Präsidenten und bat um Hilfe.
Nene Hatun geriet 1952 beim Bau des Aziziye-Denkmals wieder in die Öffentlichkeit. Der Kommandant des 9. Korps, Generalleutnant Refik Koraltan und der Kommandeur der Dritten Armee, Nurettin Baransel Pasha, unterstützten den damaligen Bürgermeister, den Gouverneur von Erzurum und Nene Hatun in der Großen Nationalversammlung der Türkei.
1954 wurde sie als letzte Überlebende des Russisch-Osmanischen Krieges 1877–1878 geehrt und von General Baransel besucht. Sie starb an Lungenentzündung am 22. Mai 1955 im Alter von 98 Jahren und wurde auf dem Soldatenfriedhof bei Fort Aziziye bestattet.

## Nene Hatun in den Medien
- Mehmet Emin Yurdakul (Gouverneur von Erzurum um 1911) veröffentlichte Artikel über Nene Hatun und den Aziziye-Kampf.
- İsmail Habib Sevük veröffentlichte 1937 ein Interview mit Nene Hatun.
- General Ali Fuat Cebesoy erwähnte Nene Hatun und die Helden von Aziziye in seinen 1956 veröffentlichten „Moskauer Memoiren“.
- Der Film Gazi Kadın aus dem Jahr 1973 mit Türkan Şoray und Kadir İnanır handelt vom Leben von Nene Hatun.[10]
- Talat Uzunyaylalıs historischer Roman „Legendäre Nene Hatun“  wurde 2006 veröffentlicht.[11]
- Auch der Film Nene Hatun aus dem Jahr 2010 handelt von ihrem Leben.[12]